# Lingua
Program Lingua (ang. Programme to Promote Foreign Language Learning – Lingua) – część programu Socrates I i Socrates II oraz Lifelong Learning Programme dotycząca promocji nauczania języków obcych mająca na celu doskonalenie znajomości języków obcych. Program Lingua został zapoczątkowany w 1989 r. i skierowany przede wszystkim do uczniów szkół średnich, studentów i nauczycieli. Następnie rozszerzono jego działanie o obywateli Unii Europejskiej pracujących zawodowo na jej terenie.
Podstawowym celem programu jest popieranie kształcenia i dokształcenia nauczycieli przez refundację kursów językowych, inicjowanie programów wymiany uczniów, wspieranie młodzieży studiującej za granicą oraz kształcenie i dokształcanie językowe pracowników sektora gospodarki.
Program podzielony jest na pięć sekcji:
- Lingua A i Lingua D zajmuje się wspomaganiem realizacji europejskich projektów kształcenia kadry pedagogicznej i jej oceną oraz rozwojem pomocy dydaktycznych w nauczaniu języków obcych,
- Lingua B zajmuje się wspieraniem kursów dokształcających w zakresie języków obcych oraz poprawą umiejętności metodycznych i merytorycznych nauczycieli języków obcych,
- Lingua C zajmuje się pomocą dla przyszłych nauczycieli (między innymi przez finansowanie stażu w jednym z 25 państw UE),
- Lingua E wspiera projekty oświatowe, wspomagające nauczanie języków obcych, zwłaszcza te dotyczące młodzieży.

31 grudnia 2006 roku dobiegła końca edycja pakietu Lingua w programie Socrates II (realizowana w latach 2000–2006/2007). Wszelkie działania zakończone zostały 31 sierpnia 2007 r. Kontynuacją programu jest program Lifelong Learning Programme (Uczenie się przez całe życie), przewidziany do realizacji w latach 2007–2013 i nowe dwa pakiety: Lingua 1 (promowanie nauki języków obcych) i Lingua 2 (opracowywanie materiałów dydaktycznych do nauki języków).
Lingua 1 jest przede wszystkim ukierunkowana na:
- uświadamianie obywatelom wielojęzyczności Unii i korzyści, jakie daje „uczenie się przez całe życie” języków obcych,
- szerokie udostępnianie językowych pomocy dydaktycznych,
- zapewnienie jeszcze większego wsparcia osobom uczącym się języków obcych,
- rozpowszechnianie informacji o nowych metodach nauczania.
- przedstawianie korzyści z nauki języków obcych,
- motywowanie do nauki języków obcych (w tym uczenia się sposobów uczenia się języków),
- ułatwianie dostępu do nauki języków obcych,

Lingua 2 jest kontynuacją działań jakie rozpoczęto w sekcji Lingua D pierwszej edycji pakietu i ukierunkowana jest na:
Akcja ta jest w szczególności ukierunkowana na działania:
- wspieranie nowych rozwiązań w ramach opracowywania narzędzi nauczania i uczenia się języka dla wszystkich sektorów edukacji,
- wspieranie wymiany sprawdzonych praktyk,
- zapewnienie szerokiego wachlarza materiałów do nauki języków
- zachęcanie do nabywania biegłości w językach obcych na poziomie pozwalającym sprostać określonym wymaganiom (nie związanym z wykonywaniem konkretnego zawodu, gdyż w takim wypadku odpowiadałyby to założeniom Programu Leonardo da Vinci)
- ulepszenie dystrybucji i zwiększenie dostępności produktów,
- finansowanie środków medialnych i materiałów edukacyjnych do nauczania języków obcych,
- finansowanie metod i narzędzi służących uznawaniu i ocenie umiejętności językowych,
- finansowanie programów nauczania,